# Belga juhászkutya
A belga juhászkutya elnevezés négy különböző alfajtát takar, amelyek kinézetre és viselkedésben is eltérnek egymástól. Ezek a következők:
- groenendael;
- tervueren;
- malinois;
- laekenois.

## Leírás
A belga juhászkutya elegáns, arányos, közepes méretű kutya. A harmonikus felépítése és fenséges testtartása elegáns megjelenést biztosít. Önálló kutya, az idő során megszokta a szabadban való életet, ellenálló a zord és gyakran változó időjárással szemben. A belga juhászkutya felépítéséből adódóan figyelemreméltóan gyors. Rendkívül nagy mozgásigénye van. Eredeti munkájából adódóan képesnek kell lennie egész nap a nyájat őrizni a támadóktól. Kitartó és bátor védelmezője a gazdájának és az egész családnak. Nagyon éber és kíváncsi fajta. Akit ismer és szeret, ahhoz nagyon lojális, de idegenekkel szemben meglehetősen tartózkodóan viselkedik. Játékos fajta, jól tanítható.

## Történet
Már a XIX. század végén megtalálható volt Belgium területén számos különböző típusú és szőrzetű juhász- és terelőkutya. Hogy ebben az összevisszaságban "rendet teremtsenek", pár lelkes kinológus elhatározta különböző fajták elhatárolását/kialakítását. A csoport vezetője professzor A. Reul volt, a curegehmi állatorvosi iskola docense. Ő tekinthető a fajta kialakítójának, de legalábbis az irányelvek első meghatározójának. 1891. szeptember 29-én megalakult a Belga Juhászkutyaklub, és még ugyanebben az évben, november 15-én prof. A. Reul megszervezett egy találkozót, ahol 117 kutya jelent meg a gazdáival. Az elkövetkezendő években végbement egy erős szelekció, ahol csak a típusos, erős wesen-ű kutyákat vonták be a modern Belga juhászkutya megteremtésébe.

## Szőrzet
Groenendeal: a fejen és a fül külső részén a szőr rövid. A mellső lábak hátsó felén zászlószerű szőrzet található, a hátsó lábakon, a comb felső részén vastag szőrből álló "nadrág" van. A nyakon és mellkason levő hosszú egyenes szőr sörényt alkot. A test többi táján hosszú egyenes szőr található. A groenendeal színe fekete, de a mellkason és a mancsokon kis fehér folt megengedett, de nem preferált.

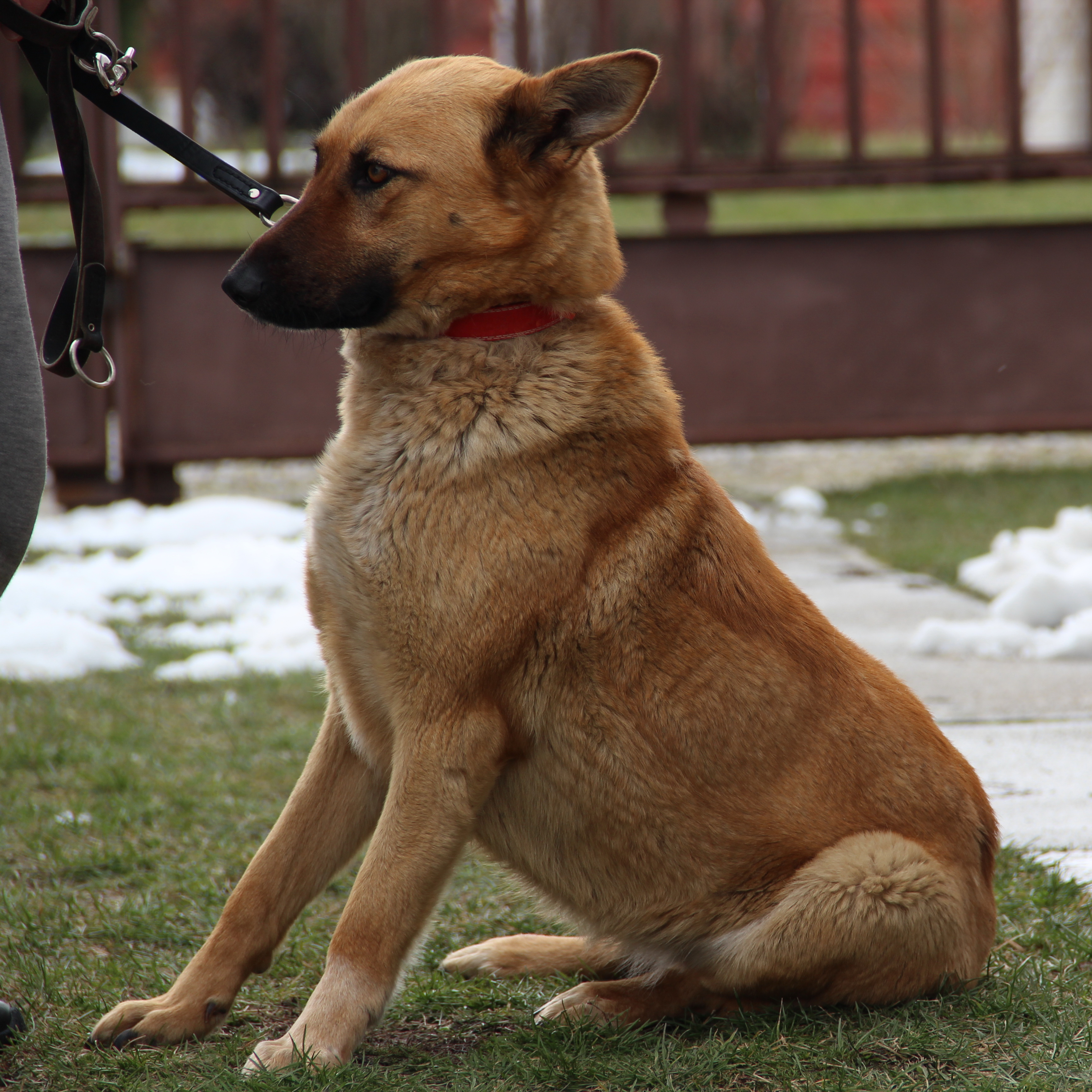
Malinois

Tervueren: a szőrzet általános leírása megegyezik a groenendealével. A tervueren alapvető színe azonban vöröses-barna, fekete tűzéssel (charbonage) és a fejen fekete maszkkal.
Malinois: a fejen, a fül külső részén és a végtagokon alsó részén a szőrzet nagyon rövid. A combok felső részén enyhén zászlós szőrzet található. A szőrzet kicsivel lehet hosszabb a nyaki részen és a farkon. A malinois is vörösesbarna színű és fején fekete maszkot visel.
Laekenois: a laekenois szőrzete bozontos és durva, szinte mindenhol 6 cm hosszúságú. A szem- és fartájon nem lehet hosszú. Az alsó állkapcson kis szakáll található, ami durva és kemény. A szőrzet színe a barna minden árnyalatát felveheti.